# Дани Де Вито
Даниъл Майкъл „Дани“ Де Вито младши (на английски: Daniel Michael DeVito, Jr.) е американски актьор, продуцент и режисьор. Става известен с ролята си на таксиметровия шофьор Луи ДеПалма в ситкома „Такси“ (1978 – 1983), за която печели наградите Еми и Златен глобус. Играе ролята на Франк Рейнолдс в сериала „Слънчева Филаделфия“.

## Биография
Дани Де Вито е роден на 17 ноември 1944 г. Нептюн, Ню Джърси. Израства в италиано-американско католическо семейство. Баща му е собственик на малък бизнес, а майка му е домакиня.

### Семейство
На 28 януари 1982 се жени за актрисата Риа Пърлман. Имат три деца – Луси Шет (р. 1983), Грейс Фан (р. 1985) и Джейкъб Даниъл (р. 1987). Живеят в Маналапан, Ню Джърси. Де Вито и Пърлман се развеждат през 2012 г.

## Филмография

### Актьор
1. A Sudden Case of Christmas (2024)
2. Бийтълджус Бийтълджус (2024)
3. Патешки истории (2023)
4. Poolman (2023)
5. Привидения в къщата (2023)
6. Хари Хафт (2021)
7. Единственият и неповторим Айвън (2020)
8. Джуманджи: Следващо ниво (2019)
9. Дъмбо (2019)
10. Малката стъпка (2018)
11. Animal Crackers (2017)
12. Комикът (2016)
13. Wiener-Dog (2016)
14. All the Wilderness (2014)
15. Хотел Ноар (2012)
16. Лоракс (2012)
17. В бара влиза жена (2011)
18. Когато си в Рим (2010)
19. Самотник (2009)
20. Изгонени от вкъщи (2009)
21. Just Add Water (2008)
22. Nobel Son (2007)
23. Рино 911: Маями (2007)
24. The Good Night (2007)
25. Космическа Коледа (2006)
26. 10 Items or Less (2006)
27. Ох в Охайо (2006)
28. Relative Strangers (2006)
29. Even Money (2006)
30. One Part Sugar (2006)
31. Dennis and Dee Get a New Dad (2006) – телевизионен сериал
32. Charlie Goes America All Over Everybody's Ass (2006) – телевизионен сериал
33. The Gang Runs for Office (2006) – телевизионен сериал
34. The Gang Exploits a Miracle (2006) – телевизионен сериал
35. The Gang Gives Back (2006) – телевизионен сериал
36. Игра по ноти (2005)
37. Училището на Мерилин Хочкис за бални танци и добри маниери (2005)
38. It's Always Sunny in Philadelphia (2005)
39. Christmas in Love (2004)
40. Catching Kringle (2004)
41. Father of the Pride (2004)
42. And the Revolution Continues (2004) – телевизионен сериал
43. Bad Boy's 10th Anniversary… The Hits (2004)
44. Приятели
45. The One Where the Stripper Cries (2004) – телевизионен сериал
46. Family of the Year (2004)
47. Голяма риба (2003)
48. Мансардата (2003)
49. И още нещо (2003)
50. Карен Сиско (2003)
51. The One That Got Away (2003) – телевизионен сериал
52. Dumb Bunnies (2003) – телевизионен сериал
53. Остин Пауърс в Златния член (2002)
54. Смърт на Смучи (2002)
55. Human Nature (2002) – телевизионен сериал
56. Обир (2001)
57. Лош късмет (2001)
58. Прецакани (2000)
59. Drowning Mona (2000)
60. Човек на луната (1999)
61. Хотелски апартамент (1999)
62. Обречени да умрат (1999)
63. Целувката (1998)
64. Ударът (1997)
65. Мъже в черно (1997)
66. Херкулес (1997)
67. Поверително от Ел Ей (1997)
68. Dean Cuisine (1997) – телевизионен сериал
69. Disney Sing-Along-Songs: Zero to Hero (1997)
70. Марсиански атаки (1996)
71. Космически забивки (1996)
72. Матилда (1996)
73. Felony (1996)
74. Игра на пари (1995)
75. Джуниър (1994)
76. Ренесансов човек (1994)
77. Виж кой говори сега (1993)
78. Последният екшън герой (1993)
79. Джак мечока (1993)
80. Хофа (1992)
81. Батман се завръща (1992)
82. Brother, Can You Spare Two Dimes? (1992) – телевизионен сериал
83. Oh Brother, Where Art Thou? (1991) – телевизионен сериал
84. Amazing Stories: Book One (1992)
85. Парите на другите (1991)
86. The Earth Day Special (1990)
87. Войната на семейство Роуз (1989)
88. Близнаци (1988)
89. Хвърли мама от влака (1987)
90. Тенекиените хора (1987)
91. The Wedding Ring (1986) – телевизионен сериал
92. Безмилостни хора (1986)
93. My Little Pony: The Movie (1986)
94. Мафиоти (1986)
95. Head Office (1985)
96. Перлата на Нил (1985)
97. Happily Ever After (1985) – телевизионен филм
98. Johnny Dangerously (1984)
99. The Ratings Game (1984) – телевизионен филм
100. All the Kids Do It (1984) – телевизионен филм
101. Романс за камъка (1984)
102. Думи на обич (1983)
103. Likely Stories, Vol. 2 (1983) – телевизионен сериал
104. Elegant Iggy (1982) – телевизионен сериал
105. Going Ape! (1981)
106. Fathers of the Bride (1980) – телевизионен сериал
107. Louie's Rival (1980) – телевизионен сериал
108. The Gong Show Movie (1980)
109. Louie Meets the Folks (1979) – телевизионен сериал
110. Latka's Revolting (1979) – телевизионен сериал
111. Valentine (1979) – телевизионен филм
112. Swap Meet (1979)
113. Пътуване на юг (1978)
114. Death Game (1977) – телевизионен сериал
115. The World's Greatest Lover (1977)
116. Starsky and Hutch
117. The Collector (1977) – телевизионен сериал
118. The Van (1977)
119. Deadly Hero (1976)
120. Car Wash (1976)
121. The Money (1976)
122. Selling of Vince D'Angelo (1976) – телевизионен филм
123. Полет над кукувиче гнездо (1975)
124. Scalawag (1973)
125. Hurry Up, or I'll Be 30 (1973)
126. Hot Dogs for Gauguin (1972)
127. Банани (1971)
128. Mortadella, La (1971)
129. Dreams of Glass (1970)

### Продуцент
1. Билет за отвъдното (2014)
2. Рино 911: Маями (2007)
3. Гласове на свободата (2007)
4. Relative Strangers (2006)
5. Bye Bye Benjamin (2006)
6. Игра по ноти (2005)
7. Garden State (2004)
8. Завръщането на Поли (2004)
9. Карен Сиско (2003)
10. Рино 911! (2003)
11. Camp (2003)
12. The American Embassy (2002)
13. Голямото напушване (2001)
14. UC: Undercover (2001)
15. Kate Brasher (2001)
16. The Caveman's Valentine (2001)
17. Ерин Брокович (2000)
18. Drowning Mona (2000)
19. Човек на Луната (1999)
20. Living Out Loud (1998)
21. Извън контрол (1998)
22. The Pentagon Wars (1998)
23. The Sport Jerks (1998)
24. Гатака (1997)
25. Да почувстваш Минесота (1996)
26. Матилда (1996)
27. Sunset Park (1996)
28. Игра на пари (1995)
29. Криминале (1994)
30. 8 Seconds (1994)
31. Хапки от реалността (1994)
32. Hoffa (1992)

### Режисьор
1. Ожених се за вещица (2007)
2. Мансардата (2003)
3. Смърт на Смучи (2002)
4. Матилда (1996)
5. Hoffa (1992)
6. Amazing Stories: Book One (1992)
7. Войната на семейство Роуз (1989)
8. Хвърли мама от влака (1987)
9. Mary (1985) – телевизионен сериал
10. The Ratings Game (1984) – телевизионен филм
11. Likely Stories, Vol. 2 (1983) – телевизионен сериал
12. Likely Stories, Vol. 4 (1983) – телевизионен сериал
13. Taxi (1978) – телевизионен сериал
14. Selling of Vince D'Angelo (1976) – телевизионен филм

### Сценарист
1. Likely Stories, Vol. 4 (1983) – телевизионен сериал